# Ayuntamiento de El Astillero
El Ayuntamiento de El Astillero es la institución que se encarga de gobernar el municipio de El Astillero (Cantabria, España). Está presidido por el alcalde de El Astillero, que desde 1979 es elegido democráticamente por sufragio universal. Actualmente ejerce de alcalde-presidente del municipio Javier Fernández Soberón, de Ciudadanos, quien ostenta el cargo desde el 15 de junio de 2019.

## Casa consistorial

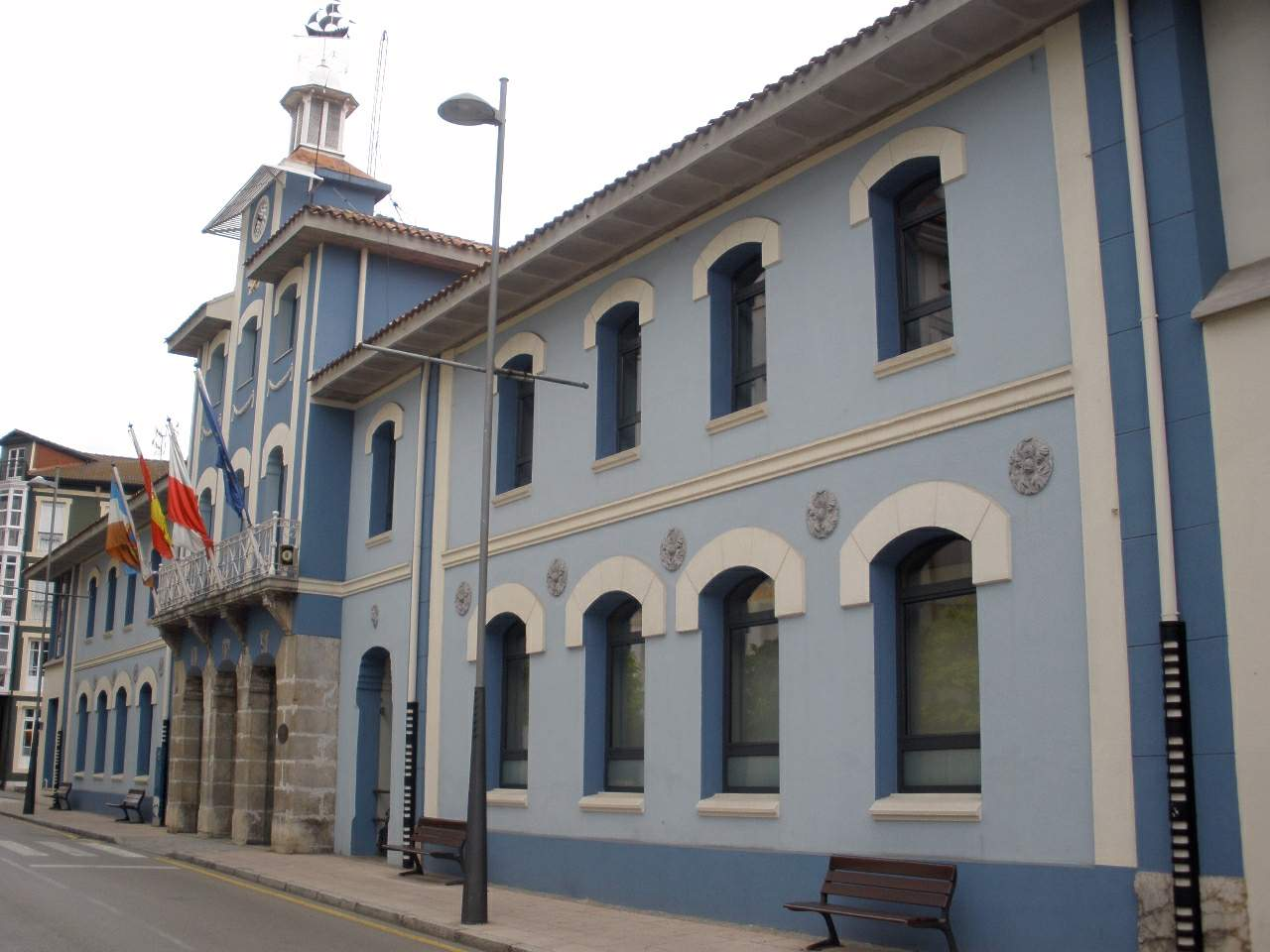
La casa consistorial

La casa consistorial de El Astillero se levantó sobre el solar que ocupaba el antiguo Almacén de la Plaza, del siglo XVIII, empezando a construirse en 1878 con Venancio Tijero Cordero como alcalde. Su inauguración coincidió con el año nuevo de 1881, siendo utilizado también por las escuelas primarias (hasta 1935). Para su construcción se inspiró en el tipo francés, muy frecuente a finales del siglo XIX. En el frente y sobre los arcos de entrada, se añadieron unos relieves que representan el pasado del municipio, como la industria minera y a la construcción naval.

## Alcaldes
| Periodo   | Nombre                      | Partido                                  |
| --------- | --------------------------- | ---------------------------------------- |
| 1979-1983 | Censuro Ayllón Martínez     | Unión de Centro Democrático (UCD)        |
| 1983-1987 | Sebastián Alonso Machado    | Partido Socialista Obrero Español (PSOE) |
| 1987-1991 | Censuro Ayllón Martínez     | Centro Democrático y Social (CDS)        |
| 1991-1995 | Juan A. Maestro Ibañez      | Partido Socialista Obrero Español (PSOE) |
| 1995-1999 | Juan Ignacio Diego Palacios | Partido Popular (PP)                     |
| 1999-2003 | Juan Ignacio Diego Palacios | Partido Popular (PP)                     |
| 2003-2007 | Ignacio Diego               | Partido Popular (PP)                     |
| 2007-2011 | Carlos Cortina              | Partido Popular (PP)                     |
| 2011-2015 | Carlos Cortina              | Partido Popular (PP)                     |
| 2015-2019 | Francisco Ortiz             | Partido Regionalista de Cantabria (PRC)  |
| 2019-2023 | Javier Fernández Soberón    | Ciudadanos (CS)                          |
| 2023-act. | Javier Fernández Soberón    | Ciudadanos (CS)                          |

## Corporación municipal 2023-2027
Javier Fernández Soberón (CS). Alcalde
María Cristina Laza Noreña (CS). Concejala de Educación, Cultura, Festejos, Familias, Segunda Juventud e Infancia. 1ª Teniente de Alcalde
Luis Vicente Palazuelos Muñoz (CS). Concejal de Hacienda, Gobernación, Personal y Seguridad Ciudadana. 2º Teniente de Alcalde
Alejandro Hoz Fernández (CS). Alcalde Pedáneo de Guarnizo, Concejal de Deportes, Atención al Ciudadano y Desarrollo Tecnológico. 3er Teniente de Alcalde
Ana Belén Fernández Castro (CS). Concejala de Políticas Sociales, Salud, Autonomía Personal y Accesibilidad. 4ª Teniente de Alcalde
Alfonso Suárez López (CS). Concejal de Urbanismo, Regeneración Urbana e Infraestructuras Públicas
Andrés Vega Moreno (CS). Concejal de Mantenimiento Urbano, Brigadas y Barrios
Elena García Fernández (CS). Concejala de Turismo, Patrimonio, Promoción del Municipio y de la Historia Local
Emilia Moncada Palazuelos (CS). Concejala de Medio Ambiente, Bienestar Animal, Limpieza Viaria, Parques Infantiles y Alumbrado
Rubén González Herrera (CS). Concejal de Participación Ciudadana y Dinamización
Alejandro Polo Zorrilla (CS). Concejal de Comercio y Hostelería, Fomento del Empleo y Actividad Empresarial, Agencia de Desarrollo Local, Escuela Taller, Cementerio y Mercados
Mario Herrera Maciá (CS). Concejal de Juventud
Laura Bedia Cabrera (CS). Concejala de Grupo Municipal Ciudadanos de Astillero-Guarnizo
María Teresa Fernández Allende (CS). Concejala de Grupo Municipal Ciudadanos de Astillero-Guarnizo
Jesús Fernando León Gómez (CS). Concejal de Grupo Municipal Ciudadanos de Astillero-Guarnizo
Judith Pérez Ezquerra (PSOE). Concejala y portavoz
José Antonio García Gómez (PP). Concejal y portavoz

## Resultados electorales
| Partido político                         | 2023  | 2023  | 2023       | 2019  | 2019  | 2019       | 2015  | 2015  | 2015       | 2011  | 2011  | 2011       | 2007  | 2007  | 2007       |
| Partido político                         | Votos | %     | Concejales | Votos | %     | Concejales | Votos | %     | Concejales | Votos | %     | Concejales | Votos | %     | Concejales |
| Ciudadanos (CS)                          | 7226  | 70,19 | 15         | 2568  | 26,65 | 5          | —     | —     | —          | —     | —     | —          | —     | —     | —          |
| Partido Socialista Obrero Español (PSOE) | 866   | 8,41  | 1          | 2168  | 22,49 | 4          | 2277  | 24,01 | 4          | 2080  | 21,69 | 4          | 2943  | 30,31 | 5          |
| Partido Popular (PP)                     | 579   | 5,62  | 1          | 1364  | 14,15 | 3          | 3184  | 33,58 | 6          | 5000  | 52,15 | 10         | 5144  | 52,98 | 10         |
| Izquierda Unida (IU)                     | 402   | 3,9   | 0          | 507   | 5,26  | 1          | 1187  | 12,52 | 2          | 720   | 7,51  | 1          | 493   | 5,08  | 1          |
| Partido Regionalista de Cantabria (PRC)  | 383   | 3,72  | 0          | 1839  | 19,08 | 4          | 2284  | 24,09 | 5          | 1495  | 15,59 | 2          | 929   | 9,57  | 1          |

## Evolución de la deuda viva municipal
El concepto de deuda viva contempla sólo las deudas con cajas y bancos relativas a créditos financieros, valores de renta fija y préstamos o créditos transferidos a terceros, excluyéndose, por tanto, la deuda comercial.
| Gráfica de evolución de la deuda viva del Ayuntamiento entre 2008 y 2023                               |
| |
| Deuda viva del Ayuntamiento de El Astillero, en miles de euros, según datos del Ministerio de Hacienda |